# Golf Wang
Golf Wang (stilizzato in maiuscolo come GOLF WANG) è un marchio americano di street-wear fondato nel 2011 dal musicista americano Tyler, the Creator. Il nome Golf Wang è un spoonerismo del suo collettivo musicale di Los Angeles Odd Future Wolf Gang Kill Them All (OFWGKTA) o Odd Future in breve, di cui è stato co-fondatore. Golf Wang è noto per la sua estetica visiva colorata. Nel 2013, il marchio si è espanso oltre la sua affiliazione con Odd Future e si è affermato nel settore della moda. È disegnato da Tyler, the Creator. Il marchio offre abbigliamento, calzature attraverso collaborazioni con Converse spesso sotto il nome GOLF le FLEUR*, gioielli e altri prodotti. "Holiday 1991", il primo lookbook del marchio, è stato rilasciato l'11 dicembre 2011.

## Espansione creativa

### Separato da Odd Future
Golf Wang era ancora affiliato con Odd Future, durante il suo debutto nel dicembre 2011. Nel 2013, Golf Wang si è separato pubblicamente da Odd Future.

### Collaborazioni
Nel corso della sua storia, Golf Wang ha collaborato con altri marchi nell'ambito di vari progetti. La prima collaborazione degna di nota di Golf Wang è stata quella con Vans. La partnership è durata dal 2013 al 2016. In un'intervista con Dazed Magazine nel 2017, Tyler ha dichiarato che Golf Wang ha interrotto i legami con Vans a causa della mancanza di libertà creativa. Dopo l'uscita di Golf Wang da Vans, Tyler, the Creator e Converse hanno collaborato per creare la collezione di scarpe GOLF le FLEUR*. Nel 2017, Golf Wang ha collaborato con il marchio giapponese di sandali SUICOKE. La loro prima uscita sono stati i sandali KAW-CAB nei colori 'Mocha' e 'Lemon Yellow'. Nell'aprile 2019, hanno rilasciato una terza versione dei sandali KAW-CAB. Poi nell'ottobre 2019, una silhouette diversa chiamata sandali 'DEPA-CAB' è stata lanciata in due nuove colorazioni. Sempre nel 2019, GOLF le FLEUR* e Converse hanno lanciato una nuova silhouette originale chiamata 'GLF Giano Ox'. Le scarpe erano disponibili in due colorazioni, 'Bright Concord' e 'Cuban Sand'. Nello stesso anno, GOLF WANG ha creato una candela profumata in collaborazione con l'etichetta di fragranze giapponese "reta W". Chiamata 'Coldwater', la candela è stata lanciata il 23 marzo 2019. Per l'abbigliamento, Golf le Fleur ha collaborato con il marchio di moda Lacoste per una collezione SS19 chiamata 'GOLF le COSTE*'. La linea di abbigliamento presentava colori come il rosa pallido, il beige e il bianco sporco chiamati rispettivamente 'litchi', 'geode' e 'mascarpone'. Golf le Fleur ha poi collaborato con Jeni's Splendid Ice Creams . Il primo gelato si chiamava 'Snowflake', lanciato l'8 luglio 2019, ed era un gusto di gelato al cioccolato bianco. Il secondo gusto, 'Pluto Bleu', è stato lanciato online il 17 settembre 2020 ed era un gelato al gusto di arancia rossa e mirtillo. Infine, il 20 maggio 2020, in occasione del 501 Day, Golf Wang ha lanciato una capsule collection con Levi Strauss & Co. composta da un top e un bottom. La collaborazione includeva la classica trucker jacket in stile vintage e i jeans 501 '93, entrambi in denim ecru decorati con pois color arcobaleno.

### GOLF le FLEUR*
Golf le Fleur è stata presentata alla sfilata di moda di Golf Wang al Made LA l'11 giugno 2016. Chiamata "Golf le Fleur" (stilizzata come "GOLF le FLEUR*"), è stata presentata per la prima volta come una collaborazione di scarpe tra Tyler, the Creator e Converse. La collezione è stata chiamata "GOLF le FLEUR*" per significare Flower Boy in francese, sebbene la traduzione sia imprecisa. È stata pubblicata nello stesso anno dell'album Flower Boy di Tyler. Resa disponibile al pubblico per la prima volta il 13 luglio 2017, il primo modello rilasciato sono state le scarpe Converse One Star in una nuova colorazione azzurra chiamata "Clearwater".
A partire da dicembre 2021, Golf le FLEUR* si è separato da Golf Wang per diventare un marchio autonomo di abbigliamento e lifestyle di lusso, debuttando con un negozio pop-up accessibile solo su invito a Los Angeles.
Il 3 agosto 2017 è stato lanciato il primo set di Golf le Fleurs. Erano disponibili in 4 colori: "Airway Blue" (azzurro), "Peach Pearl" (pesca), "Sulfur" (giallo) e "Fuchsia Glow" (fucsia/lavanda).
Il 16 ottobre 2017 è stata annunciata la seconda serie di Golf le Fleurs. Questa serie, denominata "Uno", conteneva tre nuove scarpe con una soletta, un design e una suola completamente nuovi. I colori Jolly Green (verde bosco), Vanilla (crema) e Solar Power (giallo) sono stati lanciati il 2 novembre 2017.
Il 4 gennaio 2018 è stata annunciata la seconda serie di "Anas" e la terza serie di Golf le Fleurs. Sono state lanciate il 18 gennaio 2018 nei colori "Bachelor Blue" (azzurro), "Geranium Pink" (rosa chiaro) e "Jade Lime" (verde chiaro).
Il 23 aprile 2018 è stato annunciato il primo set della linea "Momos" e il quarto set completo di Golf le Fleurs. Si tratta di una scarpa monocromatica, lanciata il 26 aprile 2018. I colori disponibili erano "Nero", "Bianco", "Greener Pastures" (verde scuro), "Limoges" (blu scuro) e "Rhubarb" (bordeaux).
Il 23 maggio sono stati annunciati il terzo set di "Anas" (soprannominato anche "bicolore") e il quinto set di Golf le Fleurs. Sono usciti il 1° giugno 2018, nei colori "Purple Heart" (viola e verde), "Molten Lava" (rosso e blu), "Candy Pink" (rosso e rosa) e "Plume" (azzurro e rosa).
Il 23 febbraio 2019 è stata lanciata la linea "Industrial", con un'altra rivisitazione delle Converse (azienda di scarpe) "One Star". Le scarpe sono state lanciate nelle colorazioni blu/egret/nero e blu/patriot/egret. La linea includeva anche tute da lavoro abbinate anni '60.
Il 17 maggio è stata lanciata la linea "Velvet le Fleur". Questa includeva due rielaborazioni della "One Star" in rosso e marrone, nonché una rielaborazione della "Chuck 70" in viola, tutte realizzate in velluto trapuntato 
Il 28 giugno è stato lanciato un altro paio di "Anas", caratterizzato da una suola arcobaleno brillante e una tomaia completamente bianca.
Il 13 settembre è stato lanciato un paio di Converse All-Stars con un design a pois.

## Sfilate di moda
Golf Wang ha fatto il suo debutto in passerella l'11 giugno 2016, al Made LA, un evento di moda creato da IMG. Il 2016 è stata la première di Made LA sulla costa occidentale. Lo spettacolo ha anche segnato il debutto della collaborazione di scarpe 'Golf le Fleur', con Converse e Vans .  Oltre a un pubblico dal vivo, lo spettacolo è stato trasmesso su Internet. Tra i partecipanti degni di nota c'erano Kanye West, Dylan e Cole Sprouse, Kendall Jenner, YG, Janelle Monáe, Solange Knowles e Amandla Stenberg.
Lo spettacolo ha implementato un processo "vedi ora, compra ora" all'evento, il che significa che la collezione era disponibile per il preordine dopo lo spettacolo. La scenografia dello spettacolo includeva una camera da letto collegata a una rampa da skate e l'evento è stato accompagnato da spettacoli musicali.

## I 3 flagship store di Golf Wang

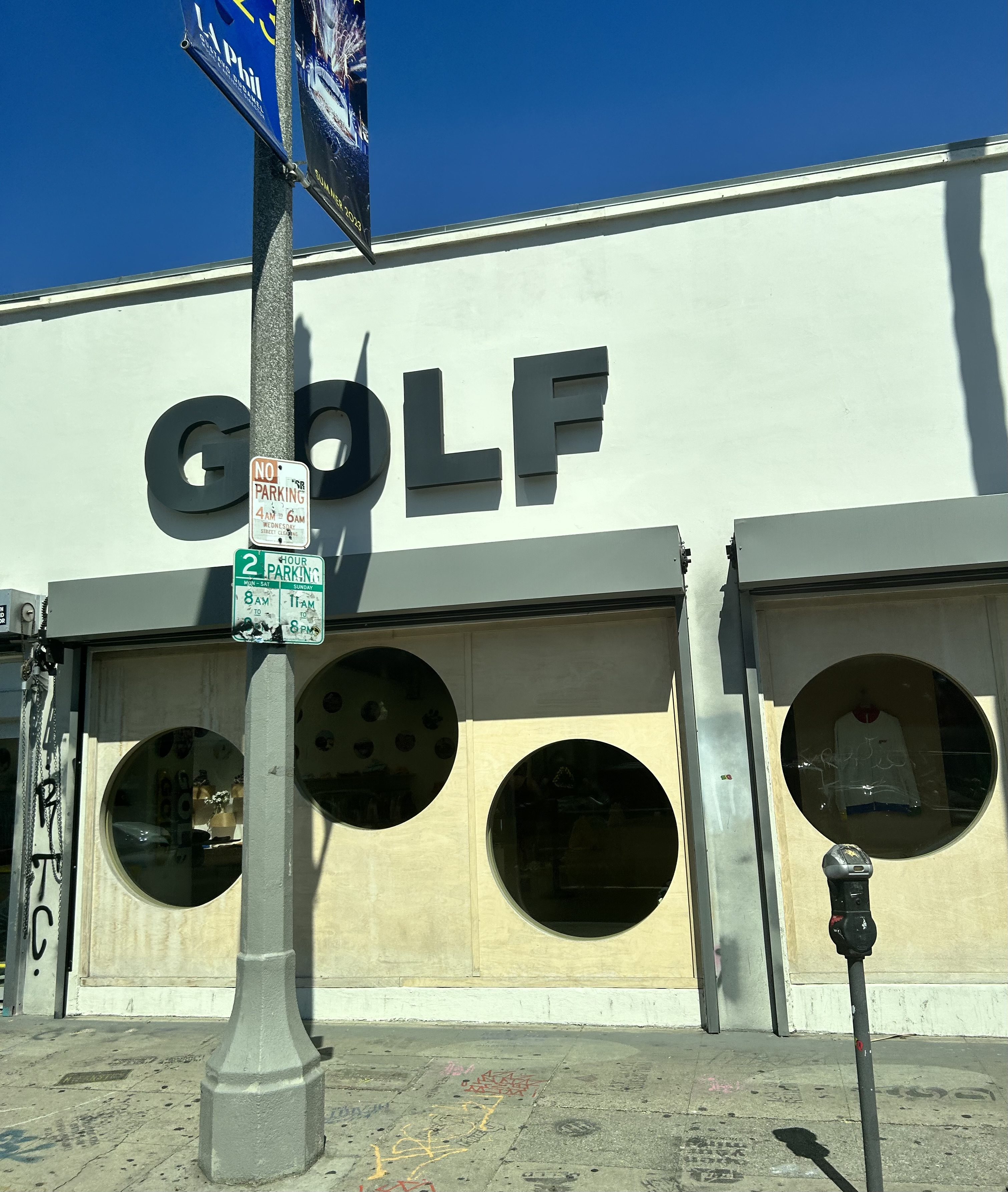
La facciata del negozio Golf Wang a Los Angeles

Il primo negozio Odd Future è stato aperto su Fairfax Avenue nel 2011. Odd Future sarebbe diventato il primo spazio di vendita al dettaglio a vendere Golf Wang. Nel 2014, Tyler ha descritto in una serie di tweet che il negozio Odd Future su Fairfax Avenue aveva chiuso. Il 25 ottobre 2017, Tyler ha annunciato che avrebbe aperto il flagship store di Golf Wang, chiamato "GOLF" al 350 North Fairfax Avenue a Los Angeles, California. La nuova sede è stata ufficialmente aperta il 26 ottobre 2017 e dispone di una pista di pattinaggio al coperto. Un secondo negozio "GOLF" è stato aperto il 12 novembre 2022, situato al 35 Howard Street a New York, New York. Infine, il terzo negozio "GOLF" ha aperto a Londra il 21 ottobre 2023, diventando il primo ad aprire al di fuori degli Stati Uniti, lanciando la campagna a tempo limitato "GOLF ACROSS THE POND". Tyler ha organizzato dei meet and greet in entrambi i negozi in occasione dell'inaugurazione.

## Collezioni
GOLF WANG ha lanciato diverse collezioni dal 2013. Le più importanti sono: A/I 2013, P/E 2014, A/I 2014, P/E 2015, A/I 2015, A/I 2016, A/I 2017, AUTUNNO 2018, INVERNO 2018, ESTATE 2019, INVERNO 2019, AUTUNNO 2019, AUTUNNO 2020, INVERNO 2020, AUTUNNO 2020, INVERNO 2020, ESTATE 2021, INVERNO 2021, ESTATE 2022, A/I 2022, P/E 2023, A/I 2023, P/E 2024 e A/I 2024.